# Julija Dzjyma
Julija Dzjyma (ukrainska: Юлія Валентинівна Джима), född 19 september 1990 i Kiev, Ukrainska SSR, Sovjetunionen, är en ukrainsk skidskytt. Första framträdandet i Ukrainas skidskyttelandslag kom 2009, och 2012 debuterade hon i världscupen. Hennes främsta resultat kom tidigare i stafett, men den 6 december 2018 tog hon sin första individuella seger genom att vinna världscuptävlingen i Pokljuka över distansen 15 km. Dzjyma deltog i Ukrainas segrande lag i Europamästerskapen 2011 samt 2012, och den 3 januari 2013 vann hon och hennes lagkamrater en stafettävling i världscupen.